# Walerian Sułakowski
Walerian Sułakowski (ur. 1827, zm. 1873) – polski inżynier i wojskowy, weteran Wiosny Ludów na Węgrzech, żołnierz Józefa Bema, pułkownik wojsk Konfederacji.

## Życiorys
Po upadku rewolucji na Węgrzech (1848–1849), gdzie służył w korpusie inżynieryjnym Józefa Bema, wyemigrował do Stanów Zjednoczonych i już w 1849 roku pojawił się w Nowym Orleanie. Działacze polonijni – Kasper Tochman, Ignacy Szymański i Hipolit Oladowski – powitali go jak bohatera i udzielili mu pomocy w pierwszym okresie pobytu w USA. Działał społecznie na rzecz polskich emigrantów w Nowym Orleanie. W chwili wybuchu wojny secesyjnej (1861–1865) otrzymał stopień pułkownika i dowództwo Polskiej Brygady 14 pułku piechoty. Wspólnie z Tochmanem organizował i wyekwipował ten pułk, który działał w składzie Brygady Tygrysów z Luizjany. Z dowódcy pułku awansował na stanowisko szefa inżynierów u boku generała-majora Johna Magrudera. Po klęsce Konfederacji pracował jako inżynier.
Zmarł w 1873 roku.